# Walter Frye
Walter Frye (mort en 1474 ?) est un compositeur anglais du début de la Renaissance. Il appartient à la période de l'histoire de la musique nommée contenance angloise.

## Biographie
Rien n'est sûr relativement à la vie de Frye. Il peut avoir été le « cantor Walter » à la cathédrale d'Ely entre 1443 et 1466 comme il peut avoir été le Walter Frye qui rejoint le London Parish Clerks en 1456 ; il peut aussi avoir été le Walter Frye qui a laissé un testament à Canterbury en 1474.

## Musique
L'essentiel de la musique de Frye survit dans des manuscrits du continent, ce qui a suggéré aux chercheurs qu'il y a passé beaucoup de son temps. Cependant, du point de vue stylistique, sa musique est plus proche de celle d'autres compositeurs anglais (tels que John Dunstable et John Hothby) que de ceux de l'école bourguignonne, le mouvement contemporain le plus remarquable sur le continent. Une raison parfois donnée pour la survie de sa musique dans les sources continentales est que les quelques manuscrits anglais du XVe siècle mentionnent rarement les noms des compositeurs ; il peut donc y avoir une bonne partie de sa musique qui est tout simplement anonyme. La survie de la musique de l'époque en Angleterre est rare parce que la plupart des manuscrits ont été détruits pendant le pillage des monastères mis en œuvre par Henry VIII entre 1536 et 1540.
Frye écrit des messes, des motets et chansons dont des ballades et un unique rondeau. Toute sa musique qui nous est parvenue est vocale et sa composition la plus connue est un Ave Regina, motet qui se présente, de façon exceptionnelle, dans trois tableaux contemporains, y compris même la notation. Certaines de ses pièces plus courtes ont acquis une renommée extraordinaire dans des régions lointaines comme l'Italie, le sud de l'Allemagne, la Bohême et l'Autriche actuelle, y compris le rondeau Tout a par moy et la ballade So ys emprentid. Ces chansons ont été souvent copiées, plagiées et réarrangées et paraissent dans de nombreuses collections sous des formes variées.
Les messes de Frye constituent toutefois sa contribution la plus importante du point de vue historique car elles ont influencé la musique de Jacob Obrecht et Antoine Busnois. Le style de Frye dans ses messes est typique de la musique anglaise de cette époque, la contenance angloise, qui utilise de pleines sonorités triadiques et parfois des techniques isorythmiques. Il oppose des textures à pleine voix avec des passages à seulement deux voix, ce qui est devenu un son caractéristique de la polyphonie de la fin du XVe et début du XVIe siècle. Trois messes nous sont parvenues de façon plus ou moins complète : la Missa Flos Regalis (pour quatre voix), la Missa Nobilis et Pulchra (pour trois voix) et la Missa Summe Trinitati (également pour trois voix).

## Source de la traduction
- (en) Cet article est partiellement ou en totalité issu de l’article de Wikipédia en anglais intitulé « Walter Frye » (voir la liste des auteurs).